# Uddmossor

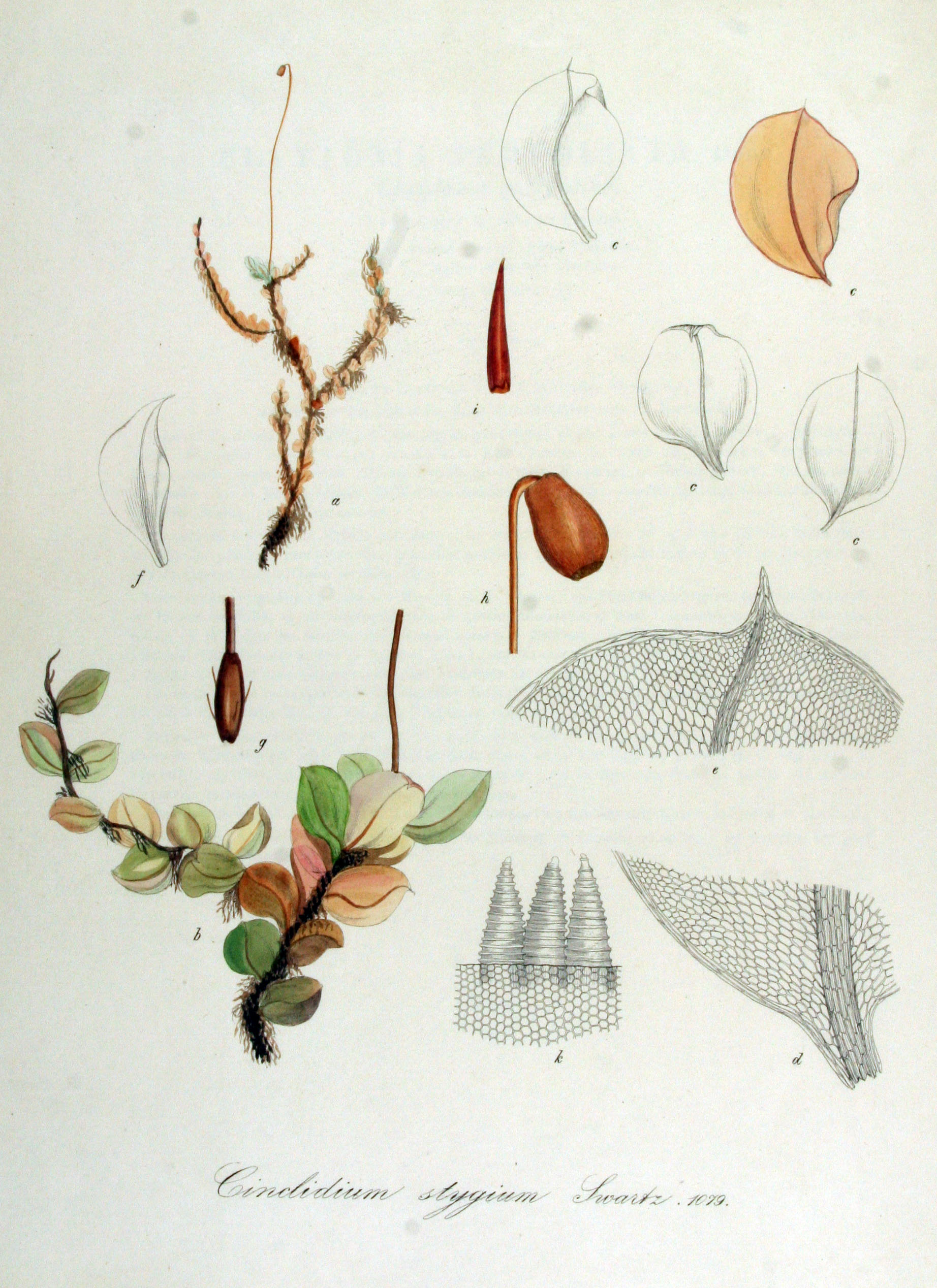
Myruddmossa, teckning från 1872.

Uddmossor (Cinclidium) är ett släkte av bladmossor. Cinclidium listas av Catalogue of Life i familjen stjärnmossväxter (Mniaceae) och av andra verk i familjen Cinclidiaceae.
Dessa bladmossor är utformade som lösa tuvor med en höjd upp till 8 cm. Unga blad har på ovansidan en gulgrön till brungrön färg och äldre blad är svartaktiga med inslag av rött. På undersidan syns en tydlig röd till brun bladnerv. Ibland utbildas ovala kapslar som häger lodrätt från stjälkens topp. Kapslarna har en brun färg med rosa skugga.
Uddmossor förekommer i tempererade områden på norra jordklotet och i Arktis.  De lever naturlig i myr som är rik på mineraler och på det kala fjället. Ibland hittas exemplar i huskällare.
Arter i släktet uddmossor:
- Fjäll-uddmossa (Cinclidium arcticum)
- Fager uddmossa (Cinclidium latifolium)
- Myruddmossa (Cinclidium stygium)
- Trubbuddmossa (Cinclidium subrotundum)